# Asta (arma)
Antiguamente se denominaba asta por sinécdoque al arma compuesta de hierro, asta (astil) y regatón que se empleaba como lanza, jabalina o dardo. El apelativo de arma de asta o arma enastada deriva de asta.

## Tipología
Asta amentada o jabalinaAmento. Dardo al que se le debía impeler mucha fuerza para ser lanzado debido a su gran peso.
Asta cruentaEn la Antigua Roma, especie de pica pintada de rojo o teñida en sangre  que se plantaba en un sitio visible para indicar a los soldados romanos que podían «entrar a sacco» en la ciudad o fortaleza conquistada.
Asta fecial o fecialisLanza teñida en sangre que los milites ex formula paratos, cuando declaraban la guerra a una nación, arrojaban en nombre del pueblo romano.
Arma puraAsta sin cuchilla (hierro) que los oficiales romanos daban como recompensa al soldado que se distinguía en la primera fila en la batalla en que había tomado parte.